# Tề Cảnh công
Tề Cảnh công (chữ Hán: 齊景公, bính âm: Qí Jǐng Gōng; cai trị: 547 TCN – 490 TCN), họ Khương (姜) hay Lã (呂), tên thật là Chử Cữu (杵臼), là vị quốc quân thứ 26 của nước Tề - chư hầu nhà Chu trong lịch sử Trung Quốc.
Tề Cảnh công được lập lên ngôi sau nhiều cuộc biến loạn trong công thất Tề quốc. Sau những năm đầu mà thực quyền nằm cả trong tay hai quyền thần Khánh Phong và Thôi Trữ, ông nhận được sự tôn phò của các họ đại phu mà nắm lại thực quyền. Trong gần 60 năm trị vì của mình, ông trọng dụng các danh thần võ tướng như Án Anh và Tư Mã Nhương Thư, thi hành chính sách khoan chánh an dân, đề cao uy thế với nước ngoài, đưa Tề quốc vào một thời kỳ thái bình và thịnh vượng. Ông được liệt vào hàng những vị quân chủ hùng mạnh nhất thời Xuân Thu, dù không đạt đến thành công như tiên tổ Tề Hoàn công ngày trước. Tuy nhiên đến những năm cuối cùng, Cảnh công sa vào việc chiến tranh với các nước, và không thể ngăn chặn được sự lớn mạnh của Điền thị, khiến cơ nghiệp họ Khương dần bị suy sụp. Sau cái chết của Cảnh công, Điền thị vươn lên đoạt lấy chính quyền, và hơn 100 năm sau đã thay thế Khương thị làm chủ nước Tề.

## Thân thế và cuộc sống ban đầu
Ông là con trai thứ của Tề Linh công – quốc quân thứ 24 nước Tề và là em Tề Trang công – quốc quân thứ 25 nước Tề. Mẹ ông là thị thiếp của Tề Linh công, con gái đại phu quý tộc Thúc Tôn Tuyên Bá, một trong Tam Hoàn (ba gia tộc kiểm soát triều chính tại láng giềng của Tề quốc là Nước Lỗ nửa cuối thời Xuân Thu).
Trưởng huynh của Chử Cữu là Thế tử Quang bị vua cha Tề Linh công ghét bỏ, đuổi ra trấn ngoài, để dọn đường cho công tử khác là Nha kế ngôi. Năm 554, Linh công bệnh nặng, Quang được Thôi Trữ đưa về cung, giết chết Thế tử Nha và khiến Linh công tức giận mà chết. Quang sau đó lên nối ngôi, tức là Tề Trang công. Tề Trang công lên ngôi lại gian díu với vợ của Thôi Trữ là nàng Đường Khương. Vì thế năm 548 TCN, Thôi Trữ giết chết Tề Trang công tại nhà riêng, rồi thông cáo với các đại phu, lập công tử Chử Cữu là cháu ngoại nước Lỗ, lên ngôi vua, để hòa hiếu với Lỗ. Chử Cữu sau đó tức vị, tức là Tề Cảnh công.

## Nội trị

### Thất bại của Thôi, Khánh
Sau khi Thôi Trữ giết Trang công thì sai người mang lễ vật tới xin hòa với vua Tấn, và cũng để ém nhẹm vụ giết vua của mình, sau đó có hội chư hầu ở Trọng Khưu thuộc đất nước Tề.
Tề Cảnh công phong Khánh Phong, Thôi Trữ làm Tả, Hữu Tướng quốc điều hành chính sự. Không lâu sau Khánh Phong mưu trừ Thôi Trữ để một mình nắm quyền. Năm 546 TCN, nhân nhà họ Thôi có việc tranh chấp thừa kế giữa con lớn và con nhỏ, Khánh Phong giả cách giúp Thôi Trữ dẹp loạn 2 người con lớn nhưng nhân đó giết cả nhà họ Thôi. Thôi Trữ nhận ra mình bị lừa gạt bèn tự sát. Quyền chính nước Tề về tay Khánh Phong, nhưng Khánh Phong lại ham mê săn bắn, thường đem vợ con lại nhà Lư Bồ Miết uống rượu, nên việc quốc chính giao hết cho con lớn là Khánh Xá.
Năm 545 TCN, thấy Khánh Phong cùng Khánh Xá chuyên quyền, bốn họ đại phu họ Bão, Cao, Loan và Điền mưu trừ họ Khánh. Cùng lúc đó theo lời của Lư Bồ Miết, Khánh Phong triệu em ông này là Lư Bồ Quý về triều, đem con gái gả cho, nhưng Lư Bồ Quý vẫn nuôi chí báo thù cho chủ cũ là Trang công. Mùa đông năm đó, thừa dịp Khánh Phong đi săn, chỉ có Khánh Xá ở nhà, Lư Bồ Quý và Vương Hà phát động binh biến, được 4 nhà mang quân trợ giúp, giết chết Khánh Xá trong ngày tế lễ. Tề Cảnh công nhìn thấy hoảng sợ, Bão Quốc và Điền Tu Vô cố trấn an và đưa nhà vua về cung. Toàn bộ Khánh thị bị diệt, chỉ riêng Khánh Phong đang ở ngoài mới thoát, một mình bỏ chạy sang lưu vong ở nước Lỗ. Tề bức ép Lỗ phải giao Khánh Phong ra, Phong biết được lại chạy sang Ngô quốc, được Ngô Dư Sái thu nạp, sau bị quân Sở giết chết. Từ đó chính sự nước Tề ổn định trở lại.
Bởi vì loạn họ Thôi, các công tử anh em với Tề hầu đều chạy trốn ra nước ngoài. Đến đây nhà vua triệu họ trở về, ban cho đồ dùng và trả lại ấp phong. Lại đày Lư Bồ Miết ra Bắc Cảnh, cải táng cho huynh trưởng là Tề Trang công. Cuối năm 545 TCN, vua Tề sai đào thây của Thôi Trữ và vợ là nàng Đường Khương lên, truyền phơi xác giữa chợ. Án Anh can rằng gia hình lên thân xác người phụ nữ là việc làm trái đức, vì vậy chỉ cho phơi xác của Thôi Trữ mà thôi.

### Sự trỗi dậy của họ Điền
Sau khi Thôi, Khánh bị diệt thì đến lượt hai nhà Loan và Cao (hậu duệ dòng Huệ công) nắm quyền. Trưởng tộc hai nhà này là Loan Thi và Cao Cương vừa nghiên rượu vừa mê gái, lại ghét hai nhà Điền và Bão. Hai nhà Điền và Bão nghi Cao, Loan có ý diệt trừ mình, nên đã ra tay trước. Năm 532 TCN, Điền Vô Vũ cùng Bão Quốc (Bão Văn tử) đánh Loan Thi và Cao Cương. Hai nhà kia không chống nổi, bỏ chạy đến cung thất, nhưng Cảnh công sai đóng chặt Hổ Môn không cho họ vào. Hai nhà Cao, Loan đóng ở phía hữu, Điền và Bão đóng ở phía tả của Hổ Môn. Cảnh công theo lời Án Anh, cho rằng lỗi của Loan, Cao nặng hơn Điền, Bão nên cần diệt trừ trước. Loan Thi và Cao Cương chạy trốn sang Nước Lỗ. Điền và Bão chia nhau tài sản của Cao và Loan. Án Anh phải đem lý lẽ ra giảng giải để buộc hai họ trả số tài sản đó về công thất. Điền Vô Vũ xin cho gọi các Công tử bị họ Cao đuổi đi khi trước trở về Tề, các công tử đều cảm kích. Lại nịnh nọt mẹ vua là bà Mục Mạnh Cơ để bà nói giúp, xin cho họ Điền tăng thực ấp Cao Đường, từ đó họ Điền lớn mạnh, về sau đã thay họ Khương làm chủ nước Tề.
Có lần Cảnh công ngồi ở trong cung bàn với Án Anh về việc Điền Vô Vũ (Điền Hoàn tử) thường chu cấp của công thất, cứu tế lê dân, Án Anh cho rằng họ Điền cho của còn nhà vua thì thu thuế, lòng dân ắt hướng theo họ Điền, ngày sau khi công thất suy yếu tất sẽ bị họ Điền tiếm đoạt. Cảnh công từ đó có ý đề phòng họ Điền, song Điền Vô Vũ hành động cẩn trọng, không để lộ tội lỗi gì, nên chưa thể trừng phạt được.

### Hiền tướng Án Anh

Án Anh (578 TCN - 501 TCN)

Án Anh, người gốc Đông Hải, dáng người thấp nhỏ nhưng có trí tuệ thông minh và là một vị quan tài ba. Sau khi Thôi Trữ giết Tề Trang công đã từng có ý muốn giết luôn Án Anh vì ông ta không phục mình, nhưng cuối cùng bị can ngăn nên mới thôi. Sau khi Thôi, Khánh bị diệt; Tề Cảnh công lấy Án Anh làm tướng quốc, nắm hết quyền chính nước Tề, giống như Tề Hoàn công dùng Quản Trọng ngày trước. Trong lần xuất sứ Sở quốc, ông bị người Sở làm nhục đủ điều, nhưng vì tài ứng đối mà không bị mất danh dự, khiến Sở vương phải chịu phục. Sau lần đó, Tề Cảnh công tôn Án Anh làm thượng tướng, ban cho một cái áo câu giá nghìn lạng vàng, lại muốn phong thêm thái ấp và dựng dinh thự mới cho, nhưng Án Anh đều từ chối. Cảnh công có lần thăm nhà Án Anh trông thấy Án phu nhân đã già mà xấu, nên nói đùa là muốn đem con gái trẻ đẹp gả cho. Án Anh từ chối, bảo rằng không nỡ phụ bạc hiền thê. Do vậy Cảnh công lại càng mến đức và tin tưởng Án Anh.
Năm 539 TCN, Cảnh công định sửa sang chỗ ở của Án tướng quốc, Án Anh tìm cớ xin từ chối. Đến khi Án Anh đi sứ Tấn quốc, Cảnh công bèn cho phá những ngôi nhà xung quanh để mở rộng nhà của Án Anh. Án Anh trở về, tạ ơn Cảnh công, sau đó phá dỡ ngôi nhà mới, lấy gạch dựng lại những ngôi nhà bị phá khi trước và mời những người hàng xóm cũ trở về. Ban đầu Cảnh công cảm thấy không hài lòng vì việc đó, nhưng Án Tử nhờ Điền Vô Vũ nói giúp, nên ông đành phải thuận theo như vậy.
Tề Cảnh công có ba viên dũng tướng là Điền Khai Cương, Công Tôn Tiệp và Cổ Giả Tử đều từng có nhiều công trạng, rất được tin dùng. Ba người ngày càng kiêu ngạo và hống hách, không coi vua ra gì, Cảnh công dần sinh ý ghét, Án Anh tìm cách trừ khử họ đi. Nhân dịp Lỗ Chiêu công sang triều yết, Án Anh tâu với vua lấy 6 quả đào ra bàn tiệc, nói dối là Vạn thọ kim đào trồng 90 năm mới kết trái, rồi làm lễ chia đào, hai vua cùng hai tướng lễ (Án Anh và Thúc Tôn Nhược của Lỗ) mỗi người một quả, còn hai quả thì bảo các quan tự kể công lên để xét mà chia đào. Công Tôn Tiệp và Cổ Giả Tử tranh được hai quả đào ấy, mà Điền Khai Cương có công lớn nhất thì lại hết đào. Khai Cương bị nhục liền rút gươm tự sát. Công Tôn Tiệp và Cổ Giả Tử nghĩ tình anh em và tự thẹn vì công nhỏ mà được ăn đào, nên cũng đâm cổ chết theo. Vụ này được nhắc đến với giai thoại "Giết ba dũng sĩ bằng hai quả đào" (nhị đào sát tam sĩ, 二桃殺三士).
Năm 522 TCN Tề Cảnh công mắc bệnh sốt cách nhiệt nằm ở trong cung, qua hết một năm vẫn chưa hết. Bọn Lương Khâu Cứ và Duệ Khoản tâu với ông rằng căn bệnh đó là do quan Chúc và quan Sử (các chức lo việc tế lễ) không tôn kính khi khấn vái các vị thần linh, và đòi giết họ đi. Tề hầu đem việc hỏi ý của Phu tử (Án Anh). Phu tử đáp rằng khi nhà vua có đức thì tự nhiên quan Chúc sẽ đem những đức hạnh đó nói cho thần linh biết, và nhà vua sẽ được phù hộ. Nhưng hễ mà nhà vua làm việc xấu, thì quan Chúc vẫn phải trình bày sự thực, và nhà vua sẽ bị trời trừng phạt, nếu quan Chúc và Sử mà trình bày giả dối thì cả nước sẽ bị giáng tai vạ, và khuyên vua bớt việc xây dựng và lễ nhạc, giảm bớt thuế khóa... để tu sửa đức chính. Tề hầu nghe theo.
Cuối năm 522 TCN, Tề hầu đã khỏi bệnh, và đi săn ở đất Bái, sai viên quan là Ngu Nhân giữ việc coi vườn thú, cầm cái cung. Ngu Nhân không tới, Tề hầu sai người tới bắt tội muốn giết. Ngu Nhân đáp rằng theo lễ khi triệu tập Ngu nhân thì người tới truyền phải mang theo mũ chiến, mà nay không thấy nên không đến; Tề hầu mới tha cho. Khi đi săn về, Tề hầu cùng với Án Phu tử ngồi trên lầu thấy Lương Khâu Cứ đi tới. Tề hầu khen Khâu Cứ là người hợp ý với mình. Án Anh bác lại, nói rằng nếu bề tôi hợp ý với vua tức là phải biết hết mọi việc của vua chỗ nào đúng thì tuân theo, chỗ nào sai thì sửa gium vua; còn Khâu Cứ chỉ luôn a dua theo những lời của Cảnh công mà thôi. Tề hầu lại hỏi nếu người xưa không chết thì sẽ ra sao, Án Anh đáp rằng nếu quả như vậy thì người làm vua hưởng phú quý ở đất Tề là dòng dõi vua trước chứ không phải là nhà vua bây giờ nữa.
Tề Cảnh công có một con ngựa rất quý, nhưng một hôm con ngựa ấy không bệnh mà lăn đùng ra chết. Nhà vua tức giận lên người chăn ngựa, muốn xử tội phanh tay. Án Anh can ngăn rằng việc xử tội phanh thây là quá tàn ác, Cảnh công vẫn chưa nguôi giận, truyền đem giam vào ngục đợi ngày hành hình. Án Anh bèn đứng ra xin kể ba lý do giết tên chăn ngựa, để anh ta chết không hối tiếc, nhà vua đồng ý. Án Anh kể tội rằng
1. Thứ nhất, vua giao cho coi ngựa, mà không cẩn thận làm ngựa chết, tương đương với ngươi giết con ngựa, phải đền mạng.
2. Thứ hai, vì vua rất yêu con ngựa, nên phải khép anh ta vào tội chết.
3. Thứ ba, vua vì một con ngựa mà giết người, sẽ khiến thiên hạ đồn vua yêu ngựa chứ không quý người, và mọi người sẽ chê cười vua. Nhưng căn nguyên là người nuôi ngựa làm ngựa chết mới làm tức giận, nên càng đáng ban cho anh ta tội chết.

Tề Cảnh Công nghe thấy biết Án Anh can ngăn mình, đành phải tha tội cho người chăn ngựa. Năm 516 TCN, trên bầu trời Tề quốc xuất hiện Tuệ tinh là điềm gở, quần thần đều kêu khóc, xin làm lễ cầu yên. Chỉ có Án Anh là cười to mà thôi. Tề hầu giận hỏi vì sao, Án Anh nhân đó khuyên nhà vua hảo trị cung thất, khoan chính giảm hình thì không cần sợ điềm lành dở. Cảnh công theo lời khuyên đó, và hủy bỏ lễ cầu yên. Từ đây đến hết thời Cảnh công, Tề tiếp tục cường thịnh trong khi Tấn và Sở thì ngày một suy yếu.

### Điền Nhương Thư
Sau cái chết của tam dũng sĩ, Nước Tấn và Yến quốc thừa cơ cử binh phạt Tề. Trước tình thế lưỡng đầu thọ địch, Án Anh đã tiến cử cho Tề Cảnh công một vị tướng tài là Điền Nhương Thư làm tướng. Giám quân Trang Giả đến trễ, Nhương Thư lấy quân lệnh giết chết hắn. Tề Cảnh công vội sai người cầm cờ tiết đến tha cho Giả. Nhương Thư nói rằng tướng cầm quân không cần tuân theo lệnh vua, lại trị tội người cầm cờ vì dám phi ngựa thẳng vào doanh trại, chém ngựa và phá xe để thế mạng sứ giả. Đối với quân sĩ thì hết lòng khích lệ, vì thế sĩ khí quân Tề lên cao, quân hai nước kia phải tháo chạy. Cảnh công bèn phong cho Nhương Thư chức Tư mã. Sau lại có người gièm pha Nhương Thư cầm nhiều binh quyền, lại là người thân tộc với Điền Vô Vũ, nên Cảnh công dần sinh nghi kị, dần bãi chức của Nhương Thư khiến ông ta uất ức mà chết. Di sản của Tư Mã Nhương Thư để lại cho đời là một quyển binh pháp, gọi là Tư Mã pháp.

### Khổng Tử
Khoảng năm 517 TCN, Khổng Tử vì việc Lỗ quốc có loạn họ Quý, phải đào bôn đến Tề quốc. Tề Cảnh công hỏi Khổng Tử về việc trị quốc. Khổng Tử đáp: Vua ra vua, thần ra thần, cha ra cha, con ra con. Vua đáp rằng: Thiện tai. Giả như mà vua chẳng ra vua, thần chẳng ra thần, cha chẳng ra cha, con chẳng ra con, tuy có sung túc đấy, nhưng ta có thể nào ăn những thức ăn đấy được. Sự tích này được gọi là Tề Cảnh công vấn chánh ư Khổng Tử.
Tề hầu khâm phục tài của Khổng Tử, bàn về cách đối đãi như sau
Ta không thể đãi Khổng Tử như vua Lỗ đãi họ Quý (hàng thượng khanh), mà có thể đãi ông ấy vào bậc giữa họ Quý và họ Mạnh (họ Mạnh là Hạ khanh).
Và muốn muốn đem đất Ni Khê phong cho ông. Quần thần đứng đầu là Tướng quốc Án Anh đều phản đối. Cảnh công sau đó lại nói
Ta già rồi, không thể dùng Khổng Tử được.
Khổng Tử bèn bỏ đi, sau lại trở về nước Lỗ và lập công dẹp loạn Dương Hổ, được trọng dụng, lại theo phò Lỗ Định công ở cuộc họp Giáp Cốc (xem phần dưới).

## Tranh bá ở Trung Nguyên

Thế cục Trung Nguyên nửa cuối TK 5 TCN)

Năm 546 TCN, Tấn và Sở cùng tổ chức hội minh ở đất Tống để giảng hòa, chấm dứt việc tranh bá nhiều năm giữa hai bên. Sứ Tống là Hướng Thú sang Lâm Tri mời Tề đến dự, ban đầu Tề không chịu, nhưng Điền Tu Vô can ngăn rằng Tấn và Sở đã hứa, một mình Tề không chống lại được đâu, vì thế vua Tề bất đắc dĩ phải sai Khánh Phong và Điền Tu Vô (Điền Văn tử) tới hội. Trong buổi hội, chư hầu lấy Tấn hầu và Sở vương đứng đầu, Tề hầu và Tần bá là chư hầu hàng hai, Tống là chủ nhà, các nước còn lại tính vào số phiên thuộc. Đây là sự kiện độc nhất trong thời Xuân Thu. Mùa hạ năm 545 TCN, theo minh ước ở Tống, vua Tề cùng vua các nước khác phải đến triều kiến vua Tấn.
Năm 539 TCN, Tề Cảnh công sai Án Anh đi sứ Nước Tấn, thiết lập lại quan hệ hòa bình sau nhiều năm xung đột trong các đời vua trước. Tuy nhiên kể từ thời Tấn Chiêu công, quốc lực của Tấn suy yếu, Tề Cảnh công lại nảy sinh tham vọng tranh giành ngôi bá chủ.
Năm 530 TCN, Tề hầu cùng Vệ hầu, Trịnh bá đến dự yến tiệc do Tấn hầu tổ chức. Tướng lễ của nước Tấn khi đó là Trung Hàng Ngô (Mục Tử). Trung Hàng Ngô bày trò chơi cho Tấn hầu cùng Tề hầu ném thẻ vào cái hồ. Lúc Tấn Chiêu công cầm thẻ ném, Trung Hàng Ngô nói rằng nếu vua Tấn ném trúng sẽ làm chủ chư hầu, sau đó quả nhiên thẻ của Tấn hầu ném trúng. Đến lượt Tề Cảnh công cầm thẻ, cũng tự khấn rằng nếu mình ném trúng sẽ thay địa vị (bá chủ) của Tấn Chiêu công. Sĩ Văn Bá trách cứ Trung Hàng Ngô, nói rằng việc làm hôm đó sẽ khiến vua Tề tự phụ và không thần phục Tấn nữa. Sau đó tướng nước Tề là Công Tôn Tẩu kiếm cớ để đưa Tề hầu rời tiệc.
Từ sau sự kiện quan đại phu nước Tấn ăn của đút mà bỏ mặc để Nước Lỗ chiếm cứ đất của Nước Cử, thì các chư hầu dẫn đều là Tề đều không chịu thần phục nữa, bí mật hội riêng với nhau. Đến mùa thu năm 529 TCN, nước Tấn triệu tập chư hầu tại Bình Khưu, mà nước Tề không muốn phó hội. Đại phu Nước Tấn là Thúc Hướng vặn hỏi Tề hầu. Cảnh công trả lời rằng
Khi một chư hầu bội ước đã bị trừng phạt, thì mới họp lại để thề. Nhưng khi tất cả đều theo mệnh không trái, thì họp thề lại làm gì.
Thúc Hướng lại đem pháp độ nhà Chu mà vặn lại, Tề hầu đành phải tuân theo. Năm 528 TCN, ông lại cùng tướng quốc Án Anh sang Nước Lỗ học hỏi về lễ nghi. Đầu năm 526 TCN, Tề Cảnh công cử quân đánh Từ quốc, tiến đến đất Bồ Toại, người Từ xin hòa và tặng cho ông một cái đỉnh. Vua Tề bèn tổ chức hội thề với vua Từ, Đàm và Cử ở Bồ Toại.
Năm 505 TCN, sau vụ nước Tấn tập hợp 15 nước chư hầu bàn việc đánh Sở cứu Sái, mà quan đại phu Tuân Dần vì không có tiền hối lộ mà bãi binh, khiến uy tín của Nước Tấn không còn nữa. Nước Vệ vì thế bàn ngả sang Tề, cùng dự hội thề ở đất Tỏa (503 TCN). Vì thế khiến Tấn giận Vệ, trong buổi lễ chư hầu năm 502 TCN cố tình làm nhục Vệ hầu khiến Vệ nhất quyết theo Tề. Vua Tấn mới sai Phạm Ưởng dẫn quân hội với Lỗ tiến hành phạt Vệ, và phạt luôn cả Trịnh cũng đang ngả về phe Tề. Tề bèn đem quân giúp Trịnh và Vệ. Năm 502 TCN, ông cùng Vệ Linh công đi đánh Tấn, chiếm đất Di Nghi. Sau đó ông lại tấn công sang đất Trung Mâu, nhưng bị quân Trung Mâu đánh lui. Tề Cảnh công lui quân, tặng cho Vệ Linh công 3 ấp Chước, Di và Mạnh.
Năm 497 TCN, Tề và Vệ lại đánh Tấn, đóng quân ở đất Cúc Thị, nhiều đại phu can không nên đánh tiếp, chỉ có Bỉnh Ý Tư nói rằng viện quân Tấn không thể đến kịp là cơ hội để tấn công. Tề hầu giận các quan đại phu can ngăn, đã tước quyền đi xe của họ (trừ Bỉnh Ý Tư). Ông muốn bắt vua Vệ lên cùng xe với mình, nên giả cách sửa soạn chiến xe có đầy đủ giáp cụ, nói dối là quân Tấn đánh tới, rồi nói với Vệ Linh công rằng xe của quý quân chưa sửa soạn và hãy lên xe với mình, rồi đánh roi cho ngựa chạy; khi biết quân Tấn thực không tới thì mới dừng lại.

## Quan hệ với các nước lân cận

### Nước Yến và nước Cử
Năm 540 TCN, Yến Huệ công bị các họ quý tộc nổi chống lại phải chạy sang nước Tề lánh nạn. Đến mùa đông năm 536 TCN, đích thân Tề hầu đến Tấn giúp quân thảo phạt Bắc Yến, đưa Huệ công về nước. Tấn hầu sai Phạm Ưởng ra bờ sông Hoàng Hà đón vua Tề và cho mượn quân. Mùa xuân năm 535 TCN, khi quân Tề vừa tiến vào địa giới của Yến, các quý tộc Yến (phe chống lại Huệ công) dâng lễ vật, xin hòa đàm. Các cận thần bên cạnh Tề hầu cũng nhận tiền hối lộ, cũng nói giúp cho người Yến. Ông bèn cùng với người Yến hội thề tại Nhu Thượng. Người Yến lại dâng một người con gái trong họ cho Tề hầu nạp làm cung thiếp, một bình ngọc, một hộp ngọc và một đôi vòng, vì thế vua Tề đã đem quân về. Yến bá về sau bệnh chết ở Tề, người Yến lập Điệu công lên thay.
Năm 523 TCN, Cao Phát của Tề dẫn quân chinh phạt nước Cử, Cử tử chạy ra đất Kỷ Chương. Quân Tề truy kích đuổi tới vào ấp Kỷ Chương mới lui. Năm 520 TCN, tướng Tề là Quách Khai lại đánh nước Cử, đánh bại quân Cử ở đất Thọ Dư thuộc Nước Cử. Vua Cử phải xin hòa và thề với vua Tề ở Tắc Môn, Tề quốc. Năm 516 TCN, Tề quốc xuất hiện sao chổi. Cảnh công sai cúng giải. Án Anh can rằng chỉ cần tu sửa đức chính thì không sợ gì sao chổi, Tề hầu mới bỏ việc cúng.

### Nước Lỗ
Năm 517 TCN, Lỗ Chiêu công bị quyền thần Quý tôn Ý Như đánh đuổi chạy sang nước Tề. Tề Cảnh công bèn mang quân đánh Lỗ, lấy đất Vận cho Lỗ Chiêu công ở. Đến năm 515 TCN, họ Mạnh và Dương Hổ tiến đánh đất Vận, Lỗ công lại thua trận. Nước Tề tuy trên danh nghĩa là giúp cho Lỗ công, nhưng lại ngầm câu kết với Tam Hoàn mà chần chừ trong việc tiến quân, lại có ý khinh thường Lỗ Chiêu công là ông vua mất nước. Lỗ Chiêu công cảm thấy bị xúc phạm nên không ở Vận nữa mà lánh sang đất Can Hầu thuộc Nước Tấn. Liền sau đó họ Quý chiếm được đất Vận, Lỗ Chiêu công oán hận mà chết vào cuối năm 510 TCN.
Năm 503 TCN, Tề Cảnh công xuất quân đánh vào phía tây của nước Lỗ. Đầu năm 502 TCN, Lỗ Định công (lên ngôi năm 509 TCN) hai lần công đánh vào Tề, tại các trận Dương Châu và Lẫm Khưu, tuy quân Lỗ giành được vài thắng lợi nhỏ nhưng không lâu sau thì rút lui. Mùa hạ năm đó, Tề quân do hai tướng Quốc Hạ, Cao Trương phản công tiến vào đất Lỗ. Lỗ Định công cầu cứu ở Nước Tấn. Cùng năm đó, tướng Dương Hổ nước Lỗ chống lại Tam Hoàn thất bại bèn chạy sang Tề xin Tề Cảnh công đánh Lỗ. Theo lời can của đại phu họ Bão, Tề Cảnh công không đáp ứng yêu cầu của Dương Hổ và bắt giam Hổ.
Năm 501 TCN, Tề và Lỗ giảng hòa với nhau, hai vua hẹn gặp ở Giáp Cốc, theo phò Lỗ công có Khổng Tử. Theo kế sách của Lê Di, vua Tề đem tù binh người Lai cho cầm theo vũ khi tới hội với ý định bắt cóc Lỗ công. Khổng Tử nhìn ra được mưu này và buộc vua Tề phải đuổi bọn người Lai đi. Khi sắp sáp huyết, người Tề thêm vào điều khoản nói rằng khi quân Tề ra khỏi nước thì phía Lỗ phải cử 300 chiến xa đi theo, thì Khổng Tử cũng đòi Tề phải trả lại đất ruộng Vân Dương đã chiếm trước kia. Vua Tề còn sai một tên hề Ưu Thi múa trước mặt Lỗ quân (để làm nhục), Khổng Tử liền sai chém Ưu Thi đi. Sau buổi hội đó Tề Cảnh công phải trả lại những vùng ruộng ở Vận, Hoàn và Quy Âm cho Lỗ.
Sau cuộc hội thề Giáp Cốc trở về thì được tin Án Anh ốm chết. Cảnh công than khóc rất nhiều, và lo lắng trong triều không còn người hiền tài. Lại thấy nước Lỗ được Khổng Tử mà đang dần cường mạnh lên, cảm thấy bị đe dọa. Năm 498 TCN, nhân dịp hẹn với Lỗ Định công ở đất Hoàng, Tề hầu theo kế của Lê Di, sai người đưa quốc thư và dâng nữ nhạc cho Lỗ công, trong khi nói rằng
Tôi là Chử Cữu, cúi đầu dâng Lỗ quân hầu mấy lời. Khi trước hội ở Giáp Cốc, tôi có thất lễ với quân hầu, trong lòng vẫn lấy làm hổ thẹn, may mà quân hầu có lòng dung thứ, cho tôi được giao hiếu như xưa. Từ ngày ấy đến giờ, trong nước nhiều việc không sang sính vấn được, nay có mấy đội ca vũ, để khuây lòng điện hạ; bảy cỗ ngựa hay, để êm xe điện hạ, xin đem dâng quân hầu, gọi là chút lòng kính mến, xin quân hầu nhận cho..
Lỗ công và Quý tôn Tư nhận được nữ nhạc, dần sa vào thanh sắc mà xa lánh Khổng Tử. Khổng Tử khuyên can không được, đành bỏ đi chu du liệt quốc. Vì thế nước Lỗ không thể cường thịnh lên được nữa.

## Những năm cuối

### Can thiệp vào nội chiến ở Tấn và Vệ
Sau khi tướng quốc Án Anh mất (501 TCN), Tề Cảnh công cũng cao tuổi, chính sự nước Tề kém đi. Năm 493 TCN, họ Phạm và họ Trung Hàng nước Tấn tranh chấp quyền lực với 4 họ thượng khanh khác, sai người cầu cứu nước Tề. Tề Cảnh công nghe lời Điền Khất bèn giúp thóc cho họ Phạm và họ Trung Hàng, lại hội các chư hầu Tống, Lỗ và Vệ bàn việc cứu họ Phạm, nhưng đến cuối cùng thì hai họ này cũng bị diệt.
Ở Nước Vệ, Vệ Linh phu nhân là Nam Tử tính tình dâm đãng, gây nhiều tiếng xấu. Thái tử Khoái Hội mưu giết bà Nam Tử. Nam Tử mách lại với Vệ hầu, Vệ hầu bèn đuổi thái tử đi. Năm 493 TCN, Vệ Linh công mất, con của Khoái Quý là Triếp được lập lên làm Vệ Xuất công. Khoái Quý chạy sang Thích ấp nương nhờ Nước Tấn, hai cha con một trong một ngoài chống cự với nhau. Tề Cảnh công vì đối kháng với Tấn nên ngả theo phe của Vệ Xuất công. Năm 492 TCN, ông sai Quốc Hạ cầm quân giúp Vệ đánh ấp Thích, nhưng không thắng phải lui về.

### Truyền ngôi
Tề Cảnh công có nhiều vợ và nhiều con trai. Người vợ cả là Yển Cơ, sinh được một con trai không rõ tên. Năm 490 TCN, người con này qua đời.
Ông có một người vợ lẽ là Dực Tự, sinh con nhỏ là Khương Đồ. Khi Cảnh công đã già, Khương Đồ còn nhỏ và ít đức. Vì yêu quý Khương Đồ, Cảnh công muốn lập làm thế tử. Các đại phu can ngăn Tề Cảnh công nên chọn trong số những người con thứ đã lớn tuổi lên nối ngôi nhưng ông không nghe.
Mùa thu năm 490 TCN, Tề Cảnh công ốm nặng, bèn lệnh cho đại phu Cao Trương (Cao Chiêu tử) và Quốc Hạ (Quốc Huệ tử) giúp Khương Đồ làm vua và đuổi những người con lớn sang đất Lai. Sau đó Tề Cảnh công qua đời. Ông ở ngôi tất cả 58 năm. Khương Đồ lên nối ngôi, tức là Tề An Nhũ Tử, còn các Công tử Gia, Câu, Kiềm chạy sang Nước Vệ; Sừ và Dương Sinh (Tề Điệu công) chạy sang Nước Lỗ. Tháng 10 nhuận năm đó, người Tề làm lễ táng cho Tề Cảnh công. Ít lâu sau đó, Điền Khất (Điền Hy tử) đuổi Cao Trương, Quốc Hạ và hiếp Bão Mục phế và giết An Nhũ Tử, lập công tử Dương Sinh làm Tề Điệu công.
Sau đời Tề Cảnh công, chính sự nước Tề bắt đầu lọt vào tay họ Điền.

## Đánh giá
Kinh Xuân Thu nhận xét về Tề Cảnh công
Tề Cảnh là một vị vua hiền, nhưng mỗi khi định việc là bị bọn tiểu nhân trở ngại, vua thành do dự không quyết đoán. Cho đến khi già, đến nỗi nước không còn là nước nữa.
Trích ghi chép trong Luận ngữ
Tề Cảnh công có 4000 cỗ xe ngựa. Vào lúc chết dân không có gì để khen ngợi. Bá Di, Thúc Tề chết đói ở dưới núi Thủ Dương, đến nay dân còn khen.
Hứa Hàn phê bình hành động của vua Tề khư khư tham lợi ở Từ và Cử mà bỏ đi điều đại nghĩa, vì thế mà không thành nghiệp bá
Thời Cảnh công, nước Việt tranh đấu. Nước Tấn đã không thu xếp được, nước Tề lại mạnh. Giả sử nuôi đức sửa chánh, bền chí hùng cường rồi cử họp chư hầu, phục hưng nghiệp Bá, thì có thể được lắm. Thế mà khư khư tranh đất nước Từ, nước Cử, tham lợi nhỏ, xem thế thật là hèn kém.

## Lăng mộ

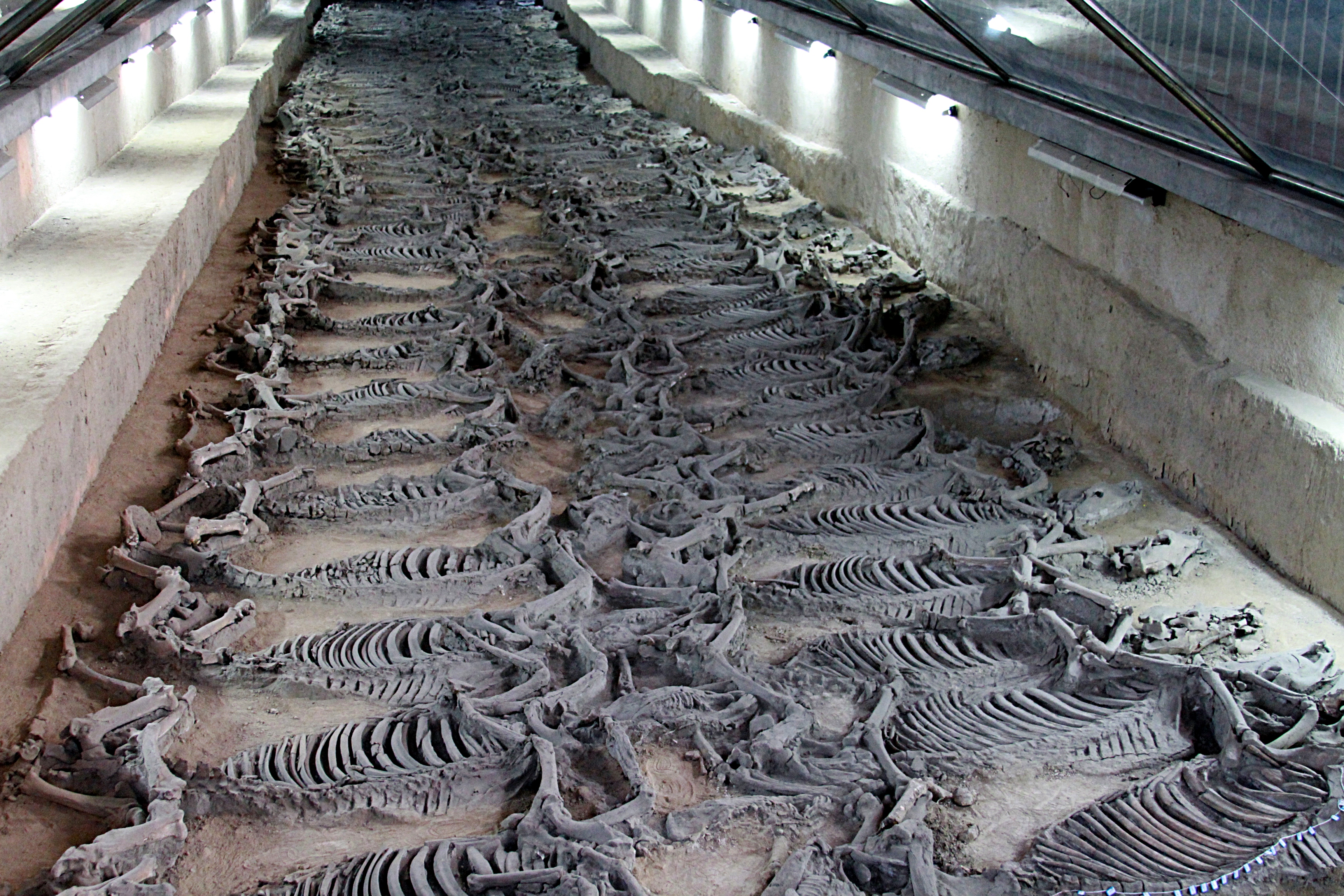
Những bộ xương ngựa được phát hiện gần mộ của Tề Cảnh công.

Ngôi mộ của Tề Cảnh công được phát hiện tại làng Nhai Đầu phía đông bắc kinh thành Lâm Tri của ngày xưa. Năm 1964, các nhà khảo cổ đã phát hiện ra ngôi mộ này và tìm thấy ở phía bắc ngôi mộ 145 bộ xương ngựa, rất có thể chúng là vật tùy táng.
Bãi chôn những bộ xương ngựa dài 215 mét (705 ft) bao quanh 3 phía của ngôi mộ. Năm 1982, các nhà khảo cổ lại khai quật thêm được 36,5 mét (120 ft) và 106 bộ xương ngựa. Tuy ngôi mộ chưa được khai quật hoàn toàn, nhưng người ta ước tính có khoảng 600 con ngựa tùy táng ở đó, và có thể là ngôi mộ có nhiều ngựa tùy táng nhất ở Trung Quốc. Những con ngựa đó sống khoảng 5-7 tuổi. Người ta cho rằng chúng đã bị cho uống rượu và bất tỉnh, sau đó bị chặt đầu. Cùng với ngựa, người ta còn tìm ra 30 bộ xương chó, hai bộ xương lợn và 6 bộ xương động vật khác.
Ngôi mộ được đưa vào diện Di tích Lịch sử Văn hóa cấp Quốc gia. Từ năm 2008, nó được UNESCO đưa vào bản danh sách đề cử cho Di sản văn hóa thế giới như một phần của quần thể lăng mộ và cung điện ở thủ đô Tề quốc ngày xưa.